# MartHa!tentatief
MartHa!tentatief is een Antwerps theatergezelschap dat vaak rond stedelijke thema's werkt met toegankelijke en feestelijke voorstellingen als eindresultaat. De makers van het gezelschap proberen zo onbevangen mogelijk de tijd en de wereld waarin ze leven te tonen in hun voorstellingen. 
In 1996 maakten ze hun eerste voorstelling, Elias of het gevecht met de nachtegalen, een locatieproject in het voormalig militair hospitaal te Berchem. De artistieke leiding is in handen van Bart van Nuffelen en Johan Petit.
Het gezelschap maakt zowel theatervoorstellingen voor volwassenen als voor kinderen. De toneelstukken hebben vaak de stad Antwerpen en de veranderingen in die stad als onderwerp, met onderwerpen als migratie, de Zoo van Antwerpen of het  Sint-Jansplein. 
Voor de voorstelling Magic Palace (2006, i.s.m. Erfgoedcel en OCMW Antwerpen) werd geput uit getuigenissen van meer dan 300 senioren uit de Antwerpse rust- en verzorgingstehuizen die vertelden over hun uitgangsleven in het interbellum.
Het gezelschap speelt zowel in schouwburgen als op openbare plaatsen, vaak vreemde locaties zoals de kelder van de Silvertoptorens.

## Voorstellingen
- 1996 Elias of het gevecht met de nachtegalen
- 1998 Ge moet niet persé Ananas gegeten hebben om te weten DATDAT ongelooflijk lekker is
- 1999 Het hondje Candy
- 2001 Mauve Wit
- 2001 Waaiendijk
- 2002 Den Open Haard - Het Noord in vuur en Vlam
- 2002 Leuvendijk
- 2002 Zoologie
- 2002 De Mantel
- 2002 Allo Silvertop
- 2003 Klein Jowanneke is een aardig manneke
- 2003 Kleine Eva uit de Kromme Bijlstraat
- 2004 Klein Jowanneke Zaaagt
- 2004 Vuurtoren
- 2004 Sjwek — of zo klinkt het als ik te pletter sla
- 2005 Den Open Haard - Gegriezel bij het Vuur
- 2006 De Stormdraak
- 2006 Beau Geste
- 2006 Magic Palace
- 2007 Mini roadshow
- 2007 Klein Jowanneke Gaat Dood
- 2009 SOLO - over het grote dierenbos in het jaar nul van de Vlaamse Onafhankelijkheid
- 2009 Onderzeeboot
- 2010 Revue #1 De Vernissage
- 2010 Revue #2 De Bus
- 2010 Revueavond
- 2010 Revue #3 De Groenstraat
- 2010 SingSing
- 2010 Revue #4 BANG
- 2011 Revue #5 Polen op zondag
- 2011 Revue #6 OPUS XX op het Sint-Jansplein (eenmalige voorstelling)
- 2012 Revue #7 Aangespoeld
- 2013 Revue #8 13 1/2
- 2013 LOT
- 2013 Dinska Bronska
- 2013 de Snoek van Sjestov
- 2014 De Barbaren
- 2015 Hoe te Leven
- 2015 De Goeie, de Slechte en de Lelijke
- 2015 Ik ben blij als het regent, want als ik niet blij ben regent het ook
- 2016 De fietsendief